# 4C (ダイヤモンド)
4C（フォーシー、よんシー、英語: four Cs）は、カットされた宝飾用ダイヤモンドの品質を評価する国際基準である。
色（カラー color）、透明度（クラリティ clarity）、質量（カラット carat）、研磨（カット cut）の4点から評価し、それぞれの頭文字から4Cと略す。

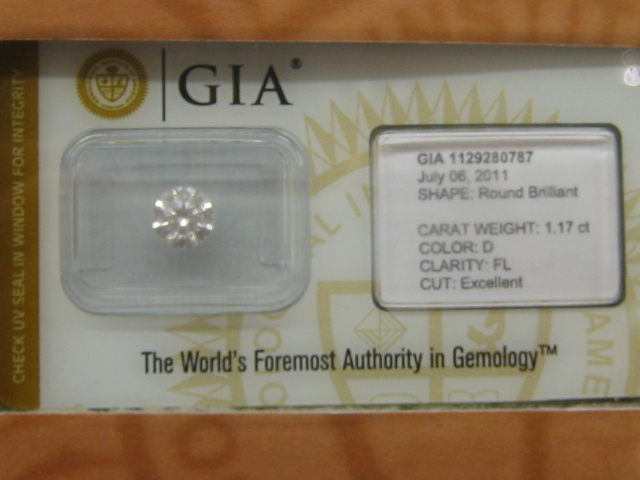
最高品質ダイヤ

## 概要
米国宝石学会が制定。ダイヤモンドを評価する国際基準として定着している。ダイヤモンドの「鑑定書」には、この4Cが記載される。

## 4Cのそれぞれ

### 色（カラー）
マスターストーン（基準石）を基に判定される。無色に近いほど高い評価がされる。逆に、イエローがかっているものほど評価が下がる。ただし、ダイヤモンドはピンクやブルーのカラーダイヤモンドもあり、それらの色が無色以上に高く評価される場合もある。最高はD、以下E、F、G…Zまでの23段階。以下は色の目安。
- DEF：無色透明
- GHIJ：ほぼ無色
- KLM：かすかな黄色
- NOPQR：非常に薄い黄色
- STUVWXYZ：薄い黄色

### 透明度（クラリティ）
傷やインクルージョン（内包物）の大きさ・位置・数によって判定される。最高は「FL（Flawless）」、以下「IF（Internally Flawless）」、「VVS（Very Very Slightly）1」「VVS（Very Very Slightly）2」「VS（Very Slightly）1」「VS（Very Slightly）2」「SI（Slightly Included）1」「SI（Slightly Included）2」「I（Imperfection）1」「I（Imperfection）2」「I（Imperfection）3」まで、全部で11段階。
- FL：10倍に拡大しても内部・外部ともに内包物が見つけられない
- IF：外部には微細なキズが見られるが内部には10倍に拡大しても内包物を見つけられない
- VVS：10倍の拡大では、内包物の発見が非常に困難
- VS：10倍の拡大では、内包物の発見が困難
- SI：10倍の拡大では内包物の発見が比較的容易だが、肉眼では困難
- I：内包物が肉眼で容易に発見できる

### 質量（カラット）
石の質量。1 ctは0.2 g。通常は小数点第2位までないし第3位までで表記する。
語源はギリシア語「Keratien（キャラティオン／ケラチオン／イナゴマメ（carob））」である。
イナゴマメ（いなご豆）1個の質量がほぼ0.2 gとそろっていたことから、宝石類の質量を量るのにちょうど良く、宝石トレーダーは天秤の分銅として小さくて均一な豆を使用していた。現在その名残から、1 ctは0.2 gとされている。
カラット数により別称があり1 ct未満では「スターサイズ」「メレ」「ラージメレ」、1 ct以上のもので「ポインター」なども呼ばれるが、宝石業界全体として厳密な定義はない。
「ダイヤモンド」も参照

### 研磨（カット）
唯一人の手が評価される要素。ラウンドブリリアントカットの場合にのみ、カットに対する評価がなされる。プロポーション（形）とフィニッシュ（仕上げ）が評価の対象。総合評価は、「EXCELLENT（EX）」を最高位に、以下「VERY GOOD（VG）」「GOOD（G）」「FAIR（F）」「POOR（P）」までの5段階でなされる。近年、100年続いてきたラウンドブリリアントカットの一部を改良するものが出てきているが、これらの新たなカットはこの5段階評価の対象とはならない。従って鑑定書等の表記も、カットの名称のみで表記されることがある。（例：O.E.カット、Crown-K-Cut）

## 4C以外の評価
デビアス社のキャッチコピー「ダイヤモンドは永遠の輝き」でもうたわれているように、2013年以降、4Cには含まれていないダイヤモンドの「輝き」に関する評価が登場している。

### サリネライト・レポート
海外でも提供されているサービスであるが、提供しているのはごく一部のダイヤモンドを扱うブライダル専門のブランドが主であり、一般化しているとまではいえない。